# Pour l'amour des autres

Pour l'amour des autres (un homme de cœur) est un téléfilm réalisé par Paul Planchon et diffusé pour la première fois le 20 décembre 1998 sur TF1.

## Synopsis
un médecin est atteint du cancer et alors une jeune femme cherche a vaincre cet affection.

## Fiche technique
- Réalisateur : Paul Planchon
- Scénario : Georges Desmouceaux et Yvan Lopez
- Adaptation : Viviane Zingg et  Paul Planchon
- Musique : Gérard Dahan
- Dates de diffusion : 20 décembre 1998 sur TF1
- Société de Production: Millésime Productions, TF1
- Pays d'origine :   France
- Durée : 85 minutes '51

## Distribution
- Jean-Pierre Bouvier : Pierre Blondel
- Josy Bernard : Pauline Gauthier
- Christophe Laubion : Richard Blondel
- Pierre Malet : Gérard Mercier
- Evelyne Buyle : Madeleine Dupré
- Fiona Gélin : Thérèse Mercier